# Nangar Chel
Nangar Chel, Nangar Khēl – miejscowość w południowo-wschodnim Afganistanie, w regionie Paktika. Położona wśród wylesionych gór na wysokości 2130 m n.p.m.

## Incydent w Nangar Chel
W dniu 16 sierpnia 2007 roku żołnierze polscy w ramach sił ISAF ostrzelali wioskę z wielkokalibrowego karabinu maszynowego, a następnie granatami moździerzowymi kalibru 60 mm. Moździerze stosowane przez Polaków wykazywały się znacznym rozrzutem. W wyniku ostrzału śmierć poniosło sześciu mieszkańców wioski, wśród rannych były też dzieci i kobiety - trzy z nich zostały trwale okaleczone. Prokuratura wojskowa wszczęła postępowanie w sprawie, a żołnierze uczestniczący w tym incydencie zostali tymczasowo aresztowani. 1 czerwca 2011 Wojskowy Sąd Okręgowy w Warszawie uniewinnił wszystkich żołnierzy z powodu braku dostatecznych dowodów potwierdzających dokonanie przez nich zbrodni wojennej.
Po ponownym rozpatrzeniu sprawy, 19 marca 2015 Wojskowy Sąd Okręgowy uznał, że nie ma przekonującego dowodu, że doszło do popełnienia zbrodni wojennej przez oskarżonych, co nie oznacza, że nie popełnili oni przestępstwa. Sąd przypisał im odpowiedzialność za wykonanie rozkazu niezgodnie z jego treścią i obowiązującymi Polski Kontyngent Wojskowy w Afganistanie zasadami użycia broni i skazał ich na kary od 2 lat do 6 miesięcy w zawieszeniu.